# エドモントン・エルクス
エドモントン・エルクス（英語: Edmonton Elks）は、カナダのアルバータ州エドモントンを本拠地とするカナディアンフットボールのプロチーム。CFLのウエスト・ディビジョン（西地区）に属する。
1949年に創設された。グレイ・カップ優勝歴は、1978年から1982年シリーズの5連覇記録を含む通算13回。本拠地スタジアムをコモンウェルス・スタジアムとしている。
長年エドモントン・エスキモーズ（英語：Edmonton Eskimos）のチーム名を使用してきたが、エスキモーズがイヌイットに対する差別用語とされているので、2020年に暫定の名称エドモントン・フットボール・チーム（英語：Edmonton Football Team）に変更し、公募の末2021年6月1日に現在のチーム名に変更された。

## 過去の所属選手
- ボビー・ワルデン
- ウォーレン・ムーン
- マイク・ロイド
- ダレン・フルーティ（英語版）
- ヤイモン・フィガース（英語版）
- パット・ホワイト
- ジュロン・クライナー